# Aïn Romana
Aïn Romana è un comune dell'Algeria, situato nella provincia di Blida.